# Monsta X
Monsta X (Hangul: 몬스타엑스) je jihokorejská superskupina vytvořená v roce 2015 jihokorejskou společností Starship Entertainment. Skupina měla původně sedm členů: Shownu, Minhyuk, Kihyun, Hyungwon, Joohoney, I.M. a dnes již bývaleho člena Wonho, který skupinu opustil v říjnu 2019.

## Členové

### Současní
- Shownu (Korean: 셔누) – lídr, vokalista
- Minhyuk (민혁) – vokalista
- Kihyun (기현) – vokalista
- Hyungwon (형원) – vokalista
- Joohoney (주헌) – rapper
- I.M (아이엠) – rapper

### Bývalí
- Wonho (원호) – vokalista

## Diskografie
| Korejská alba | Japonská alba                                               | Anglická alba                                |
| - The Clan Pt. 2.5: The Final Chapter (2017) - Take.1 Are You There? (2018) - Take.2 We Are Here (2019) - Fatal Love (2020) | - Piece (2018) - Phenomenon (2019) - Flavors of Love (2021) | - All About Luv (2020) - The Dreaming (2021) |